# Fort Loudon
Fort Loudon es un lugar designado por el censo (en inglés, census-designated place, CDP) ubicado en el condado de Franklin, Pensilvania, Estados Unidos.Según el censo de 2020, tiene una población de 895 habitantes.

## Geografía
La localidad está ubicada en las coordenadas 39°55′19″N 77°54′26″O / 39.92194, -77.90722. Según la Oficina del Censo de los Estados Unidos, Fort Loudon tiene una superficie total de 11.03 km², correspondientes en su totalidad a tierra firme.